# Georg Noltein

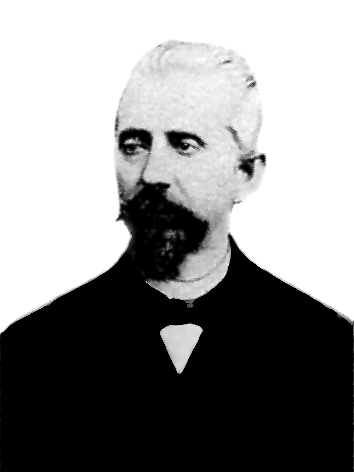
Georg Noltein

Georg Karl Eduard Noltein (russisch Егор Егорович Нольтейн; * 13. Februarjul. / 25. Februar 1854greg. in Pleskau; † 8. März 1936 in Rujen) war ein russisch-lettischer Eisenbahningenieur und Hochschullehrer.

## Leben
Noltein stammte aus einer Dorpater deutsch-baltischen Familie. Er war der Sohn des Doktors der Medizin Johann Georg Noltein (1824–1868) und seiner Frau Ida Rosette Catharine geborene Toepffer (1829–1916) und hatte die Geschwister Ida (1855–1883), Adelaida (1857–1918) und Woldemar (1864–1893). Nach dem Besuch des Pleskauer Gymnasiums studierte Noltein am St. Petersburger Institut des Verkehrsingenieur-Korps mit Abschluss 1876. Als Oberoffizier nahm er am Russisch-Osmanischen Krieg (1877–1878) teil und arbeitete dann als Ingenieur bei der Eisenbahn in Pensa und Moskau.
Ab 1896 arbeitete Noltein bei der Moskau-Kasaner Eisenbahn und leitete zunächst den Fahrbetrieb. 1898 wurde er Direktor. Er konstruierte die Güterzug-Dampflokomotiven der Baureihe Tschn. 1902 baute er erstmals in Russland im Werk Kolomna einen Schmidt-Dampfüberhitzer in eine Lokomotive der Baureihe Sh ein. Unter Nolteins Leitung wurden die Lokomotiven der Baureihe Theta gebaut. Zusammen mit Konstantin Suschkin entwickelte und baute er 1907 die Dampflokomotive der Baureihe K. 1908 entwarf er ein Projekt mit technischen Neuerungen für die Baureihe Y. Er entwickelte eine Berechnungsmethode für das Auswuchten von Lokomotiven. Er schlug ein Projekt für eine U-Bahn in Moskau vor. Über die Ergebnisse seiner Arbeiten berichtete er in einer Reihe von Veröffentlichungen.
Neben seiner Entwicklungsarbeit lehrte Noltein an dem Kaiserlichen Moskauer Ingenieur-Institut des Verkehrsamtes und leitete den neuen Lehrstuhl für Lokomotiven (1896–1906). Er nahm als Vertreter Russlands am 7. Internationalen Eisenbahn-Kongress 1905 in Washington, D. C. und am 8. Internationalen Eisenbahn-Kongress 1910 in Bern teil.
Noltein ging 1910 nach Lettland, um in der Maschinenbau-Fakultät des Rigaer Polytechnischen Instituts bis 1923 zu lehren (ab 1918 Baltische Technische Hochschule der unabhängig gewordenen Republik Lettland). 1921–1926 war er Professor der Technik-Fakultät der Universität Lettlands. Die Ehrendoktorwürde erhielt er 1924. Im Ruhestand lebte er in Rujen.
Noltein war seit 1878 mit der St. Petersburgerin Sophie Emilie Rau (1856–1937) verheiratet, die aus einer Lübecker Kaufmannsfamilie stammte. Sie hatten vier Söhne und zwei Töchter: Georg (1883 Poltawa–1961 Springfield (Ohio), Ingenieur), Sophia (1885 Poltawa–1955 Lübeck), Bruno (1887 Moskau–1969 Lübeck, Anwalt in Riga), Margarita (1888–1889), Rudolf (1890–?) und Erich (1892 Moskau–1980 Ingolstadt, Offizier der Kaiserlich Russischen Marine und der Weißen Armee im Bürgerkrieg).